# Легко живётся с закрытыми глазами
«Легко живётся с закрытыми глазами» (исп. Vivir es fácil con los ojos cerrados) — испанский фильм 2013 года режиссёра Давида Труэба. Название фильма является строкой из песни The Beatles Strawberry Fields Forever. Фильм получил шесть премий «Гойя», включая премию за лучший фильм. Также был выбран в качестве испанской заявки на премию «Оскар» в номинации Лучший фильм на иностранном языке.

## Сюжет
Учитель английского и фанат The Beatles Антонио решает отправиться на автомобиле в Альмерию, чтобы встретить Джона Леннона, который там в это время снимался в фильме «Как я выиграл войну». В этом путешествии к нему присоединяются Белен и Хуанхо.

## В ролях
- Хавьер Камара — Антонио
- Наталия де Молина — Белен
- Франсеск Коломер — Хуанхо
- Хорхе Санс — отец Хуанхо
- Ариадна Хиль — мать Хуанхо